# Ministre des Transports (Irlande)
Pour les articles homonymes, voir Ministre des Transports.
Le ministre des Transports (en anglais : Minister for Transport, en irlandais : An tAire Iompair) est un poste de ministre au sein du Gouvernement de l'Irlande. 
L'actuel ministre des Transports est Darragh O'Brien depuis le 23 janvier 2025. Il est également ministre de l'Environnement, du Climat et de l'Énergie. 
Il est assisté de :
- Seán Canney, secrétaire d'État au Transport international et routier, logistique, ferroviaire et portuaire
- Jerry Buttimer, secrétaire d'État au Transport rural

## Liste
- Évoque des ministres par intérim

| Ministre des Transports et de l'Énergie (1959–1977) |                          |                  |                  |       |             |                      |
| Portrait                                            | Nom                      | Dates du mandat  | Dates du mandat  | Parti | Parti       | Gouvernement         |
|                                                     | Erskine H. Childers      | 27 juillet 1959  | 2 juillet 1969   |       | Fianna Fáil | 9e · 10e · 11e · 12e |
|                                                     | Brian Lenihan            | 2 juillet 1969   | 3 janvier 1973   |       | Fianna Fáil | 13e                  |
|                                                     | Michael O'Kennedy        | 3 janvier 1973   | 14 mars 1973     |       | Fianna Fáil | 13e                  |
|                                                     | Peter Barry              | 14 mars 1973     | 2 décembre 1976  |       | Fine Gael   | 14e                  |
|                                                     | Tom Fitzpatrick          | 2 décembre 1976  | 5 juillet 1977   |       | Fine Gael   | 14e                  |
|                                                     | Pádraig Faulkner         | 5 juillet 1977   | 12 juillet 1977  |       | Fianna Fáil | 15e                  |
| Ministre du Tourisme et des Transports (1977–1980)  |                          |                  |                  |       |             |                      |
| Portrait                                            | Nom                      | Dates du mandat  | Dates du mandat  | Parti | Parti       | Gouvernement         |
|                                                     | Pádraig Faulkner         | 12 juillet 1977  | 11 décembre 1979 |       | Fianna Fáil | 15e                  |
|                                                     | George Colley            | 12 décembre 1979 | 25 janvier 1980  |       | Fianna Fáil | 16e                  |
| Ministre des Transports (1980–1987)                 |                          |                  |                  |       |             |                      |
| Portrait                                            | Nom                      | Dates du mandat  | Dates du mandat  | Parti | Parti       | Gouvernement         |
|                                                     | Albert Reynolds          | 25 janvier 1980  | 30 juin 1981     |       | Fianna Fáil | 16e                  |
|                                                     | Patrick Cooney           | 30 juin 1981     | 9 mars 1982      |       | Fine Gael   | 17e                  |
|                                                     | John Wilson (1er mandat) | 9 mars 1982      | 14 décembre 1982 |       | Fianna Fáil | 18e                  |
|                                                     | Jim Mitchell             | 14 décembre 1982 | 2 janvier 1984   |       | Fine Gael   | 19e                  |

1. 1 2 3 4  Aussi Ministre des Postes et Télégraphes (Irlande).

Le Département de la fonction publique a été créé par la loi de 1973 sur les ministres et secrétaires (amendement). En 1987, les fonctions du Département de la fonction publique ont été transférées au département des Finances et les fonctions récentes ont été utilisées pour la formation du Département des Transports. Les modifications ultérieures du nom et des fonctions du département sont affichées en détail sur la page du département.
- Évoque des ministres par intérim

| Ministre du Service public (1973–1987)                                   |                              |                   |                   |       |                    |                 |
| Portrait                                                                 | Nom                          | Dates du mandat   | Dates du mandat   | Parti | Parti              | Gouvernement    |
|                                                                          | Richie Ryan                  | 1 novembre 1973   | 5 juillet 1977    |       | Fine Gael          | 14e             |
|                                                                          | George Colley                | 5 juillet 1977    | 11 décembre 1979  |       | Fianna Fáil        | 15e             |
|                                                                          | Michael O'Kennedy            | 12 décembre 1979  | 24 mars 1980      |       | Fianna Fáil        | 16e             |
|                                                                          | Gene Fitzgerald (1er mandat) | 24 mars 1980      | 30 juin 1981      |       | Fianna Fáil        | 16e             |
|                                                                          | Liam Kavanagh                | 30 juin 1981      | 9 mars 1982       |       | Parti travailliste | 17e             |
|                                                                          | Gene Fitzgerald (2e mandat)  | 9 mars 1982       | 14 décembre 1982  |       | Fianna Fáil        | 18e             |
|                                                                          | John Boland                  | 14 décembre 1982  | 14 février 1986   |       | Fine Gael          | 19e             |
|                                                                          | Ruairi Quinn                 | 14 février 1986   | 20 janvier 1987   |       | Parti travailliste | 19e             |
|                                                                          | John Bruton                  | 20 janvier 1987   | 10 mars 1987      |       | Fine Gael          | 19e             |
|                                                                          | Ray MacSharry                | 10 mars 1987      | 20 mars 1987      |       | Fianna Fáil        | 20e             |
| Ministre du Tourisme et des Transports (1987–1991)                       |                              |                   |                   |       |                    |                 |
| Portrait                                                                 | Nom                          | Dates du mandat   | Dates du mandat   | Parti | Parti              | Gouvernement    |
|                                                                          | Ray MacSharry                | 20 mars 1987      | 31 mars 1987      |       | Fianna Fáil        | 20e             |
|                                                                          | John Wilson (2e mandat)      | 31 mars 1987      | 12 juillet 1989   |       | Fianna Fáil        | 20e             |
|                                                                          | Séamus Brennan (1er mandat)  | 12 juillet 1989   | 7 février 1991    |       | Fianna Fáil        | 21e             |
| Ministre du Tourisme, des Transports et des Communications (1991–1993)   |                              |                   |                   |       |                    |                 |
| Portrait                                                                 | Nom                          | Dates du mandat   | Dates du mandat   | Parti | Parti              | Gouvernement    |
|                                                                          | Séamus Brennan               | 7 février 1991    | 11 février 1992   |       | Fianna Fáil        | 21e             |
|                                                                          | Máire Geoghegan-Quinn        | 11 février 1992   | 12 janvier 1993   |       | Fianna Fáil        | 22e             |
|                                                                          | Charlie McCreevy             | 12 janvier 1993   | 22 janvier 1993   |       | Fianna Fáil        | 23e             |
| Ministre des Transports, de l'Énergie et de la Communication (1993–1997) |                              |                   |                   |       |                    |                 |
| Portrait                                                                 | Nom                          | Dates du mandat   | Dates du mandat   | Parti | Parti              | Gouvernement    |
|                                                                          | Brian Cowen                  | 22 janvier 1993   | 15 décembre 1994  |       | Fianna Fáil        | 23e             |
|                                                                          | Michael Lowry                | 15 décembre 1994  | 30 novembre 1996  |       | Fine Gael          | 24e             |
|                                                                          | John Bruton (acting)         | 30 novembre 1996  | 3 décembre 1996   |       | Fine Gael          | 24e             |
|                                                                          | Alan Dukes                   | 3 décembre 1996   | 26 juin 1997      |       | Fine Gael          | 24e             |
|                                                                          | Mary O'Rourke                | 26 juin 1997      | 12 juillet 1997   |       | Fianna Fáil        | 25e             |
| Ministre des Entreprises publiques (1997–2002)                           |                              |                   |                   |       |                    |                 |
| Portrait                                                                 | Nom                          | Dates du mandat   | Dates du mandat   | Parti | Parti              | Gouvernement    |
|                                                                          | Mary O'Rourke                | 12 juillet 1997   | 6 juin 2002       |       | Fianna Fáil        | 25e             |
|                                                                          | Séamus Brennan (2e mandat)   | 6 juin 2002       | 19 juin 2002      |       | Fianna Fáil        | 26e             |
| Ministre des Transports (2002–2011)                                      |                              |                   |                   |       |                    |                 |
| Portrait                                                                 | Nom                          | Dates du mandat   | Dates du mandat   | Parti | Parti              | Gouvernement    |
|                                                                          | Séamus Brennan               | 19 juin 2002      | 29 septembre 2004 |       | Fianna Fáil        | 26e             |
|                                                                          | Martin Cullen                | 29 septembre 2004 | 14 juin 2007      |       | Fianna Fáil        | 26e             |
|                                                                          | Noel Dempsey                 | 14 juin 2007      | 19 janvier 2011   |       | Fianna Fáil        | 27e · 28e       |
|                                                                          | Pat Carey                    | 20 janvier 2011   | 8 mars 2011       |       | Fianna Fáil        | 28e             |
|                                                                          | Leo Varadkar                 | 9 mars 2011       | 2 avril 2011      |       | Fine Gael          | 29e             |
| Ministre des Transports, du Tourisme et des Sports (2011–2020)           |                              |                   |                   |       |                    |                 |
| Portrait                                                                 | Nom                          | Dates du mandat   | Dates du mandat   | Parti | Parti              | Gouvernement    |
|                                                                          | Leo Varadkar                 | 2 avril 2011      | 11 juillet 2014   |       | Fine Gael          | 29e             |
|                                                                          | Paschal Donohoe              | 11 juillet 2014   | 6 mai 2016        |       | Fine Gael          | 29e             |
|                                                                          | Shane Ross                   | 6 mai 2016        | 27 juin 2020      |       | Sans étiquette     | 30e · 31e       |
|                                                                          | Eamon Ryan                   | 27 juin 2020      | 17 septembre 2020 |       | Parti vert         | 32e             |
| Ministre des Transports (depuis 2020)                                    |                              |                   |                   |       |                    |                 |
| Portrait                                                                 | Nom                          | Dates du mandat   | Dates du mandat   | Parti | Parti              | Gouvernement    |
|                                                                          | Eamon Ryan                   | 17 septembre 2020 | 23 janvier 2025   |       | Parti vert         | 32e, 33e et 34e |
|                                                                          | Darragh O'Brien              | 23 janvier 2025   | En cours          |       | Fianna Fáil        | 35e             |

1. 1 2 3 4 5 6  Aussi Ministre des Finances.
2. 1 2 3  Aussi Ministre du Travail.
3. ↑  Aussi Ministre des Affaires communautaires, de l'Egalité et de Gaeltacht et (après le 23 janvier 2011) Ministre des Communications, de l'Énergie et des Ressources naturelles.
4. 1 2  Aussi Ministre de l'Environnement, du Climat et des Communications (Irlande).